# Phòng tắm hơi

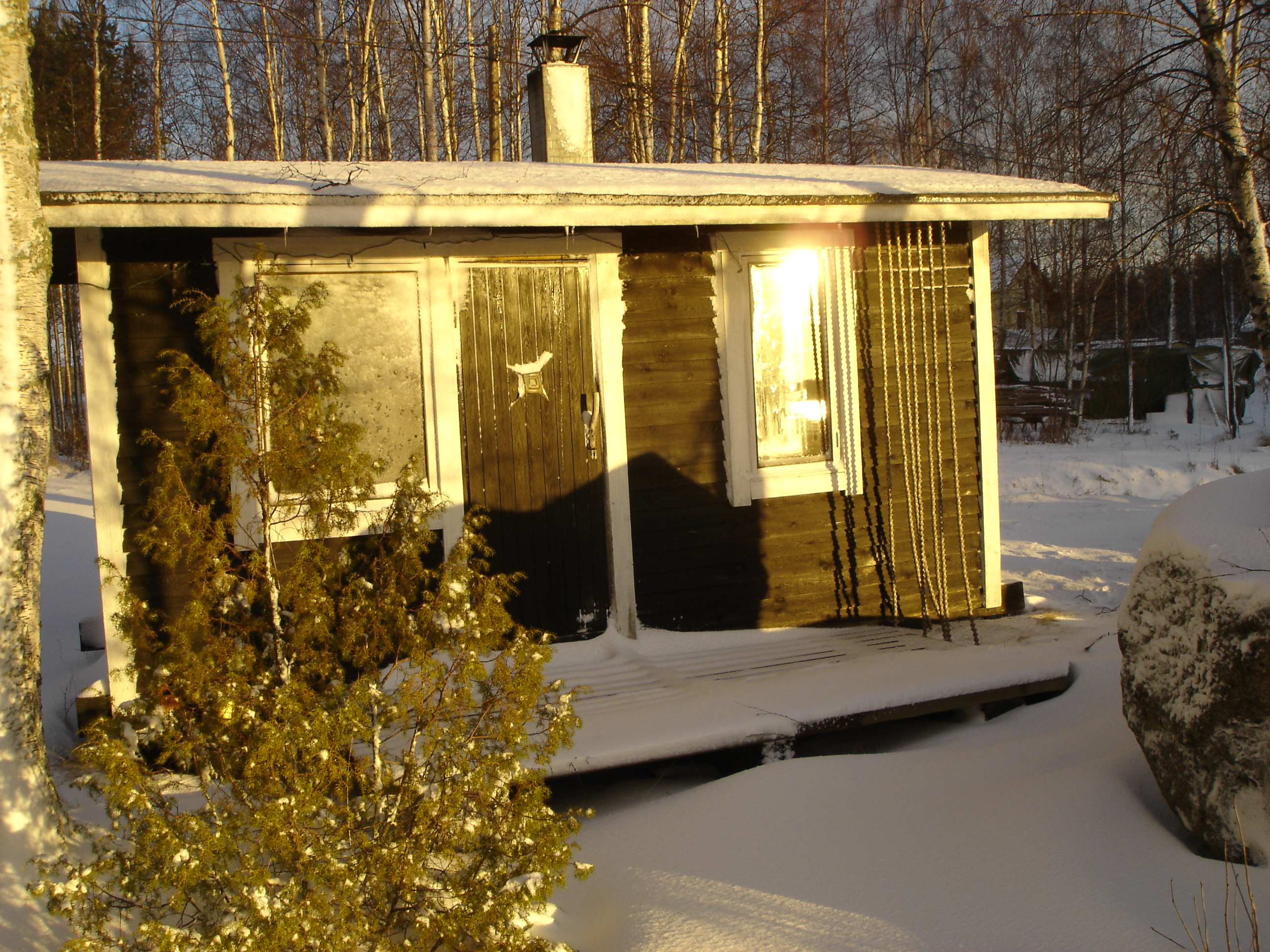
Một phòng tắm hơi làm bằng gỗ ở Phần Lan.

Phòng tắm hơi (tiếng Phần Lan: sauna) là một căn phòng nhỏ hoặc nhà thiết kế như là một nơi để phục vụ cho con người tắm bằng hơi nước hay tắm khô, từ này cũng có thể chỉ một tổ hợp nhiều phòng và các trang thiết bị. Từ này xuất phát từ tiếng Phần Lan nghĩa là phòng tắm hơi. Hơi nước và nhiệt độ cao sẽ làm cho người tắm tại đây đổ mồ hôi. Liệu pháp hồng ngoại thường được gọi là một loại phòng tắm hơi, nhưng theo các tổ chức phòng tắm hơi Phần Lan, liệu pháp hồng ngoại không phải là một phòng tắm hơi.
Phòng xông hơi có thể được chia thành hai kiểu cơ bản: xông hơi thông thường làm nóng phòng bằng thanh đốt và giữ nhiệt bằng đá núi lửa hoặc hồng ngoại phòng tắm hơi của các đối tượng mà ấm áp. xông hơi hồng ngoại có thể sử dụng vật liệu khác nhau trong khu vực nóng của mình như than, năng động sợi carbon, và muối mỏ...
Tampere, thành phố lớn thứ hai của Phần Lan, đã chính thức được tuyên bố là "Thủ đô tắm hơi của thế giới".

## Lịch sử

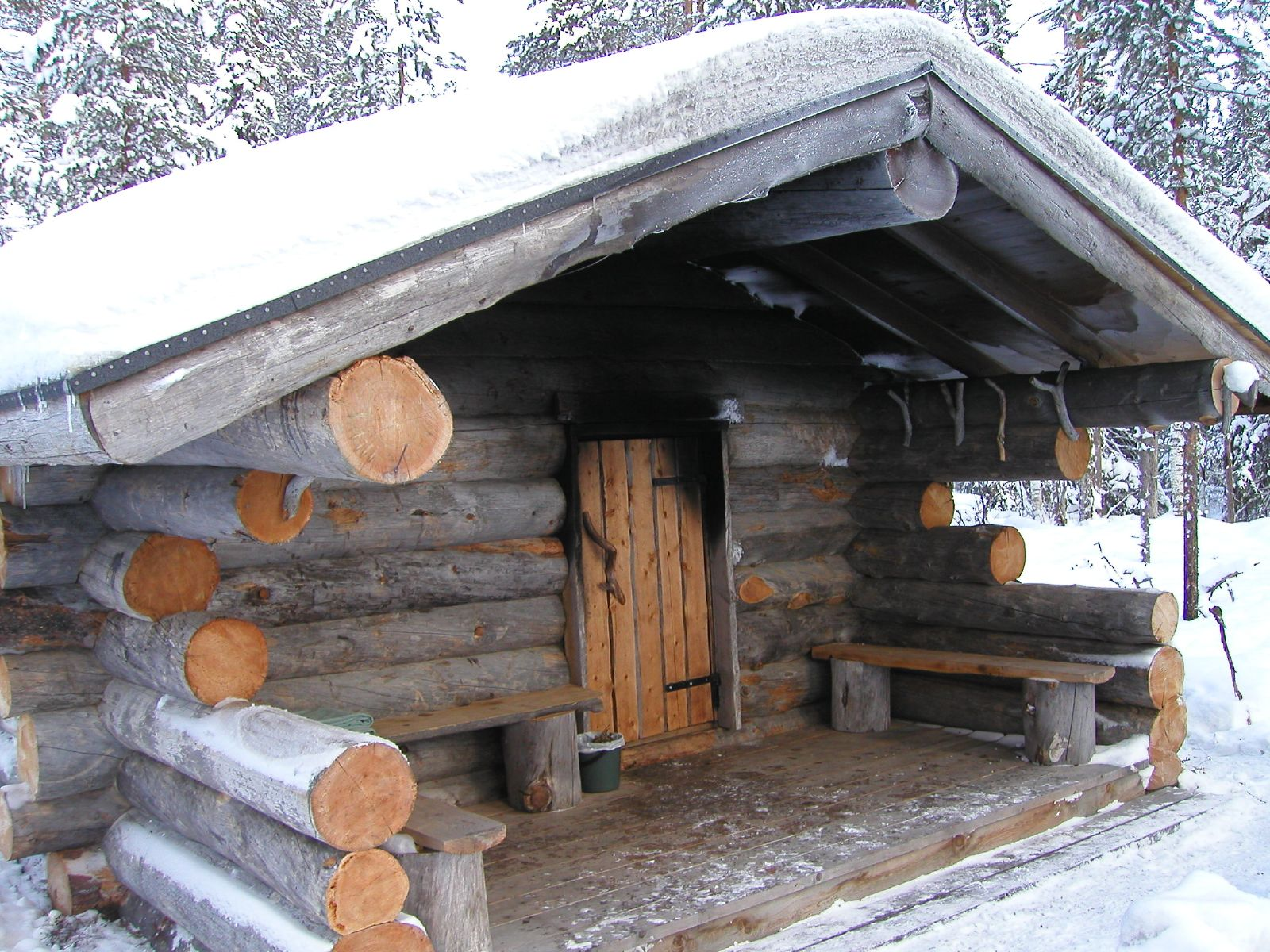
Phòng xông hơi khói Phần Lan

Các phòng xông hơi lâu đời nhất được biết đến ở Phần Lan được làm từ các hố đào trong một con dốc trên mặt đất và chủ yếu được sử dụng làm nhà ở vào mùa đông. Phòng tắm hơi có lò sưởi nơi đá được nung nóng đến nhiệt độ cao. Nước được ném lên những viên đá nóng để tạo hơi nước và tạo cảm giác tăng nhiệt. Điều này sẽ làm tăng nhiệt độ rõ ràng đến mức mọi người có thể cởi bỏ quần áo. Các phòng tắm hơi Phần Lan đầu tiên là những gì ngày nay được gọi là savusaunas, hay xông hơi khói. Những khác với phòng tắm hơi ngày nay ở chỗ chúng đã được làm nóng bằng cách nung nóng một đống đá gọi kiuas bằng cách đốt một lượng lớn gỗ khoảng 6 đến 8 giờ và sau đó để xả khói trước khi thưởng thức những löyly, hoặc tắm hơi nhiệt. Một "savusauna" được làm nóng đúng cách cho nhiệt lên đến 12 giờ.

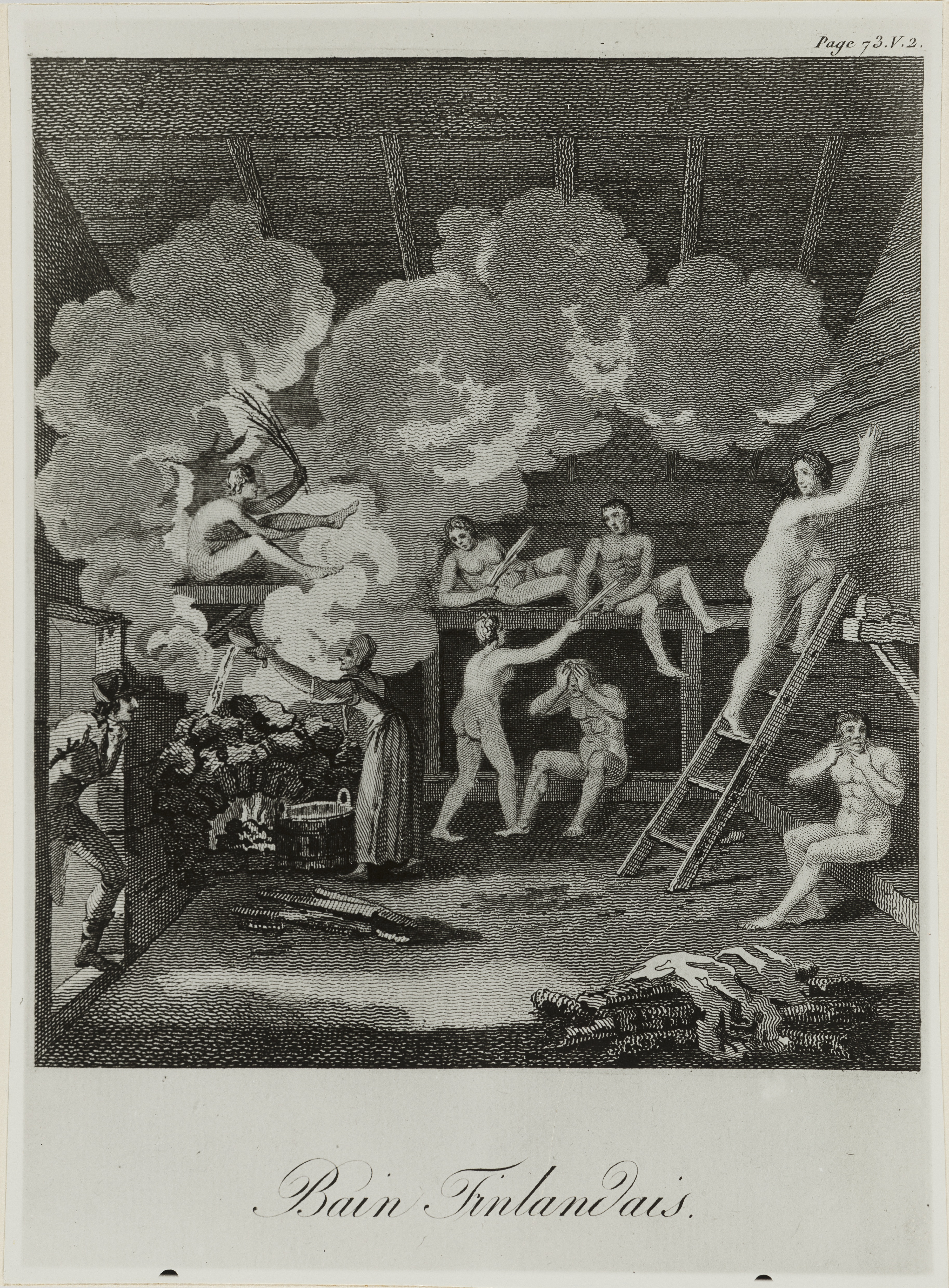
Bain Phần Lan. Tác giả của phòng tắm hơi Phần Lan năm 1804 của Giuseppe Acerbi.

Nhờ có cuộc cách mạng công nghiệp, phòng tắm hơi đã phát triển để sử dụng một lò sưởi bằng kim loại, hoặc phát âm tiếng Phần Lan: [ˈkiu.ɑs] kiuas của phát âm tiếng Phần Lan: [ˈkiu.ɑs], với một ống khói. Nhiệt độ không khí trung bình khoảng 75–100 °C (167–212 °F) nhưng đôi khi vượt quá 110 °C (230 °F) trong phòng tắm hơi truyền thống của Phần Lan. Khi người Phần Lan di cư đến các khu vực khác trên toàn cầu, họ mang theo thiết kế phòng tắm hơi và truyền thống của họ. Điều này dẫn đến sự phát triển hơn nữa của phòng tắm hơi, bao gồm cả bếp xông hơi điện, được giới thiệu vào năm 1938 bởi Metos Ltd tại Vaasa. Mặc dù văn hóa xông hơi ngày nay ít nhiều liên quan đến văn hóa Phần Lan, sự phát triển của phòng tắm hơi diễn ra cùng thời gian ở cả Phần Lan và các nước vùng Baltic có chung ý nghĩa và tầm quan trọng của phòng tắm hơi trong cuộc sống hàng ngày, vẫn được chia sẻ cho đến ngày nay. Xông hơi trở nên rất phổ biến đặc biệt là ở Scandinavia và các khu vực nói tiếng Đức ở châu Âu sau Thế chiến thứ hai. Những người lính Đức đã trải nghiệm phòng tắm hơi Phần Lan trong cuộc chiến chống Liên Xô trên mặt trận WWII của Liên Xô-Phần Lan, nơi họ chiến đấu cùng phe. Phòng tắm hơi rất quan trọng đối với binh lính Phần Lan đến nỗi họ đã xây dựng phòng xông hơi không chỉ trong lều di động, mà ngay cả trong hầm ngầm. Sau chiến tranh, những người lính Đức đã mang thói quen trở lại Đức và Áo, nơi nó trở nên phổ biến vào nửa sau của thế kỷ 20. Văn hóa phòng tắm hơi của Đức cũng trở nên phổ biến ở các nước láng giềng như Thụy Sĩ, Bỉ, Hà Lan và Luxembourg.

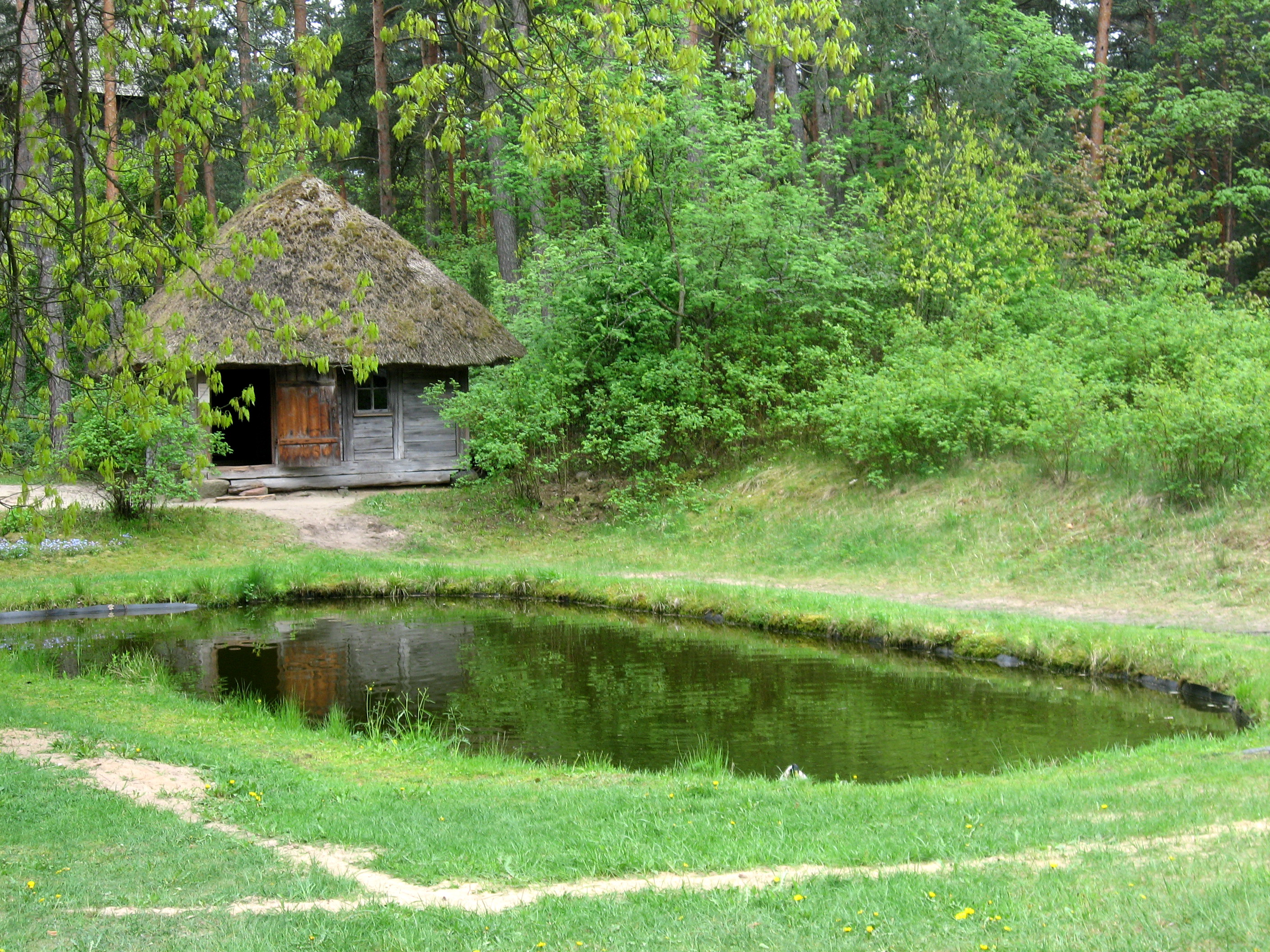
Phòng tắm hơi truyền thống của Latvia từ Spirēni, Nīca, Courland được xây dựng vào năm 1862, hiện đang được đặt tại Bảo tàng ngoài trời dân tộc học của Latvia

Các địa điểm khảo cổ ở Greenland và Newfoundland có các công trình kiến trúc rất giống với phòng tắm hơi nông trại truyền thống của người Scandinavi, một số có bục tắm và "một lượng lớn đá bị cháy xém".
Các khu vực của cộng đồng người Bắc Âu, chẳng hạn như bờ đá của quần đảo Orkney của Scotland, có nhiều cấu trúc bằng đá để sinh sống bình thường, một số trong đó kết hợp các khu vực để chữa cháy và tắm. Có thể một số cấu trúc này cũng kết hợp việc sử dụng hơi nước, theo cách tương tự như phòng tắm hơi, nhưng vấn đề này còn đang phỏng đoán. Các địa điểm khảo cổ này có từ thời đồ đá mới, có niên đại khoảng 4000 TCN 

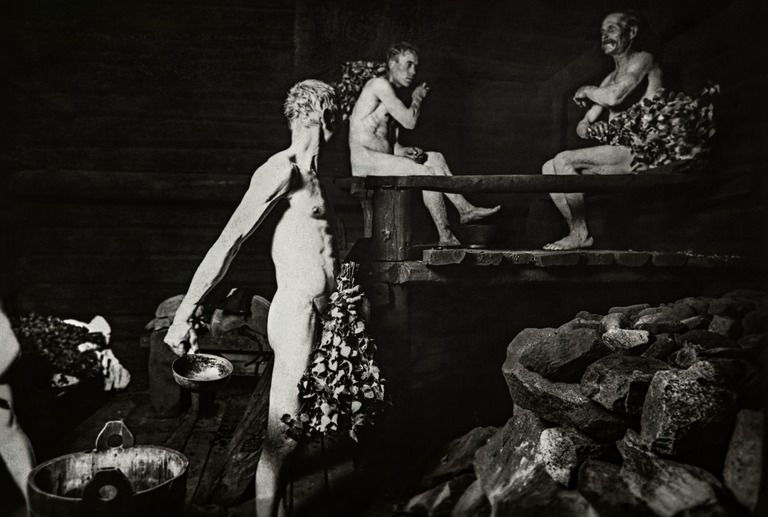
Người dân tắm hơi với Vihtas vào đầu thế kỷ 20 tại Helsinki, Phần Lan.

Phòng tắm hơi truyền thống của Hàn Quốc, được gọi là hanjeungmak, là một cấu trúc hình vòm được xây dựng bằng đá, lần đầu tiên được đề cập trong Sejong Sillok của Biên niên sử của triều đại Joseon vào thế kỷ 15. Được hỗ trợ bởi Sejong Đại đế, hanjeungmak được quảng cáo vì lợi ích sức khỏe và được sử dụng để điều trị bệnh. Vào đầu thế kỷ 15, các nhà sư Phật giáo đã duy trì các phòng khám hanjeungmak, được gọi là hanjeungso, để điều trị cho những người nghèo bị bệnh; các phòng khám này duy trì các cơ sở riêng biệt cho nam và nữ do nhu cầu cao. Văn hóa xông hơi Hàn Quốc và phòng xông hơi lò vẫn còn phổ biến ngày nay và phòng xông hơi Hàn Quốc có mặt khắp nơi.

## Phòng xông hơi hiện đại

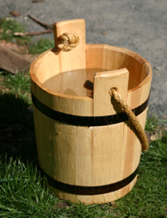
Xô gỗ (Kiulu), được sử dụng trong phòng tắm hơi.

Phòng tắm hơi được biết đến trong thế giới phương Tây ngày nay có nguồn gốc từ Bắc Âu. Ở Phần Lan, có hầu hết các phòng xông hơi trong nhà.
Trong nhiều trường hợp, nhiệt độ tiếp cận và vượt quá 100 °C (212 °F) sẽ hoàn toàn không dung nạp được và có thể gây tử vong nếu tiếp xúc với thời gian dài. Tắm hơi khắc phục vấn đề này bằng cách kiểm soát độ ẩm. Các phòng tắm hơi nóng nhất của Phần Lan có độ ẩm tương đối thấp, trong đó hơi nước được tạo ra bằng cách đổ nước vào đá nóng. Điều này cho phép nhiệt độ không khí có thể đun sôi nước được dung nạp và thậm chí được hưởng trong thời gian dài hơn. Phòng tắm hơi, chẳng hạn như phòng tắm Thổ Nhĩ Kỳ, nơi độ ẩm đạt tới 100%, sẽ được đặt ở nhiệt độ thấp hơn nhiều khoảng 50 °C (122 °F) để bù. Các "nhiệt ướt" sẽ gây bỏng nếu nhiệt độ được đặt cao hơn nhiều.
Trong một phòng tắm hơi điển hình của Phần Lan, nhiệt độ của không khí, căn phòng và ghế dài ở trên điểm sương ngay cả khi nước được ném lên những viên đá nóng và bốc hơi. Vì vậy, chúng vẫn khô. Ngược lại, những người tắm hơi ở khoảng 40–60 °C (104–140 °F), nằm dưới điểm sương, để nước đọng trên da người tắm. Quá trình này giải phóng nhiệt và làm cho hơi nước cảm thấy nóng.
Kiểm soát tốt hơn nhiệt độ có kinh nghiệm có thể đạt được bằng cách chọn một băng ghế ở mức cao hơn cho những người muốn có trải nghiệm nóng hơn hoặc một băng ghế ở mức thấp hơn cho nhiệt độ vừa phải hơn. Một phòng tắm hơi tốt có độ dốc nhiệt độ tương đối nhỏ giữa các cấp độ chỗ ngồi khác nhau. Cửa cần được giữ kín và đóng mở nhanh chóng để duy trì nhiệt độ bên trong.
Một số khu vực Bắc Mỹ, Tây Âu, Nhật Bản, Nga, và Nam Phi có trung tâm thể thao công cộng và phòng tập thể dục bao gồm thiết bị phòng tắm hơi. Họ cũng có thể có mặt tại bể bơi công cộng và tư nhân. Là một cơ sở bổ sung, một phòng tắm hơi có thể có một hoặc nhiều bể sục. Ở một số trung tâm spa, có cái gọi là "phòng tuyết" đặc biệt, còn được gọi là phòng tắm hơi lạnh hoặc liệu pháp lạnh. Hoạt động ở nhiệt độ −110 °C (−166 °F), người dùng ở trong phòng tắm hơi trong khoảng thời gian chỉ khoảng 3 phút.
Theo Sách Kỷ lục Guinness, phòng tắm hơi lớn nhất thế giới là Phòng tắm hơi Koi ở Thermen & Badewelt Sinsheim, Đức. Nó rộng 166 mét vuông, chứa 150 người và có một bể cá Koi.

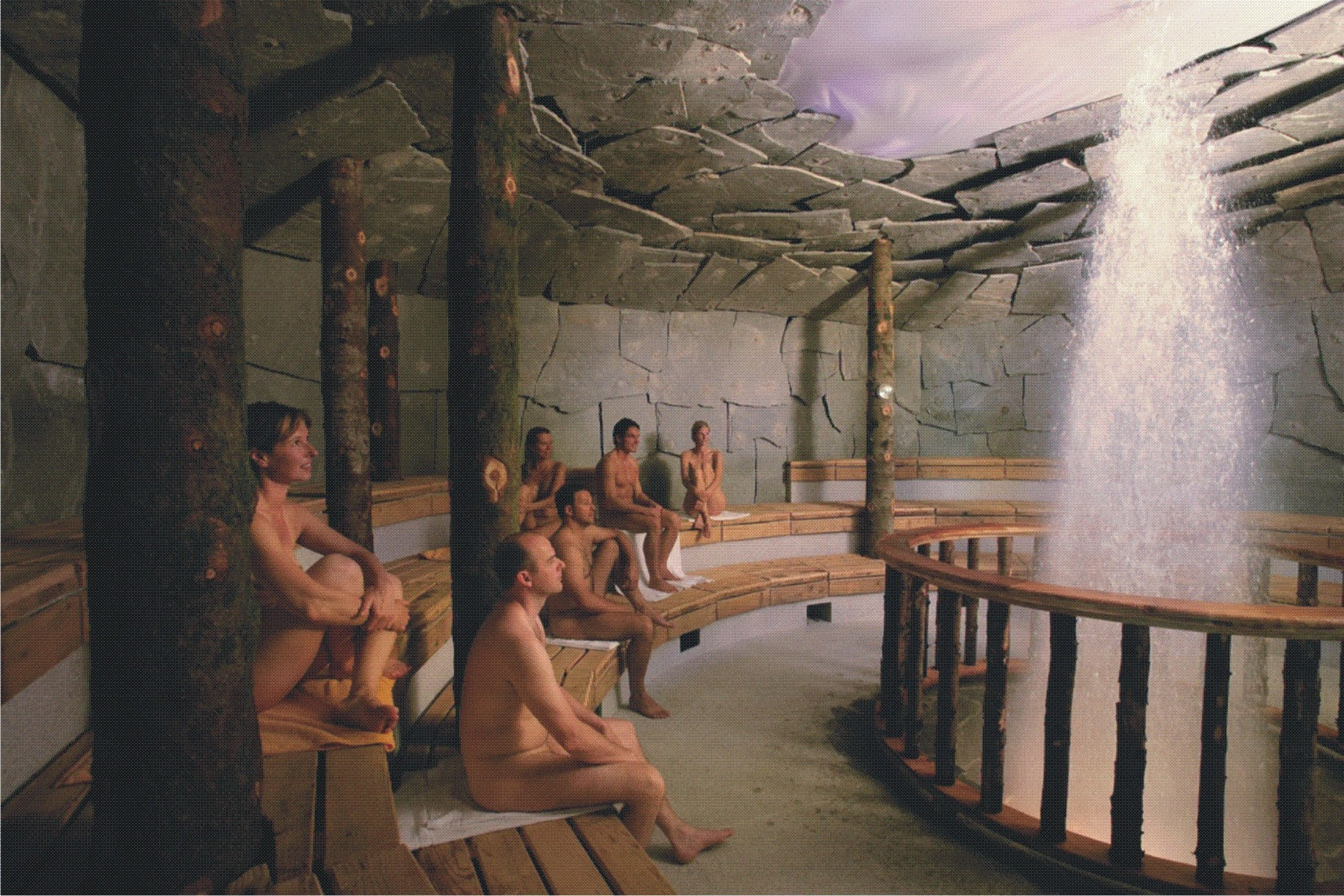
Xông hơi với mạch nước phun tại Therme Erding
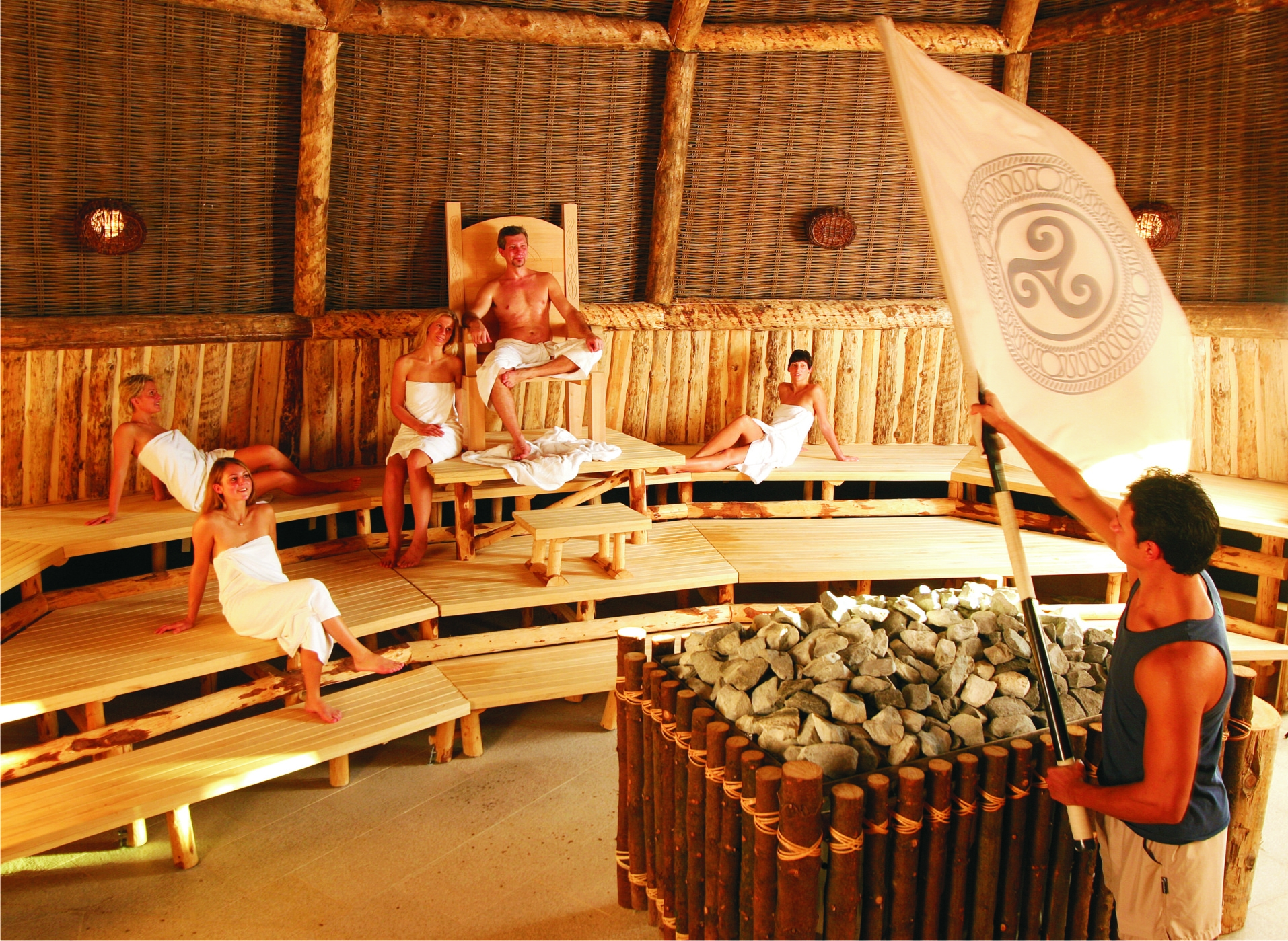
Phòng tắm hơi tập thể hiện đại, Erding
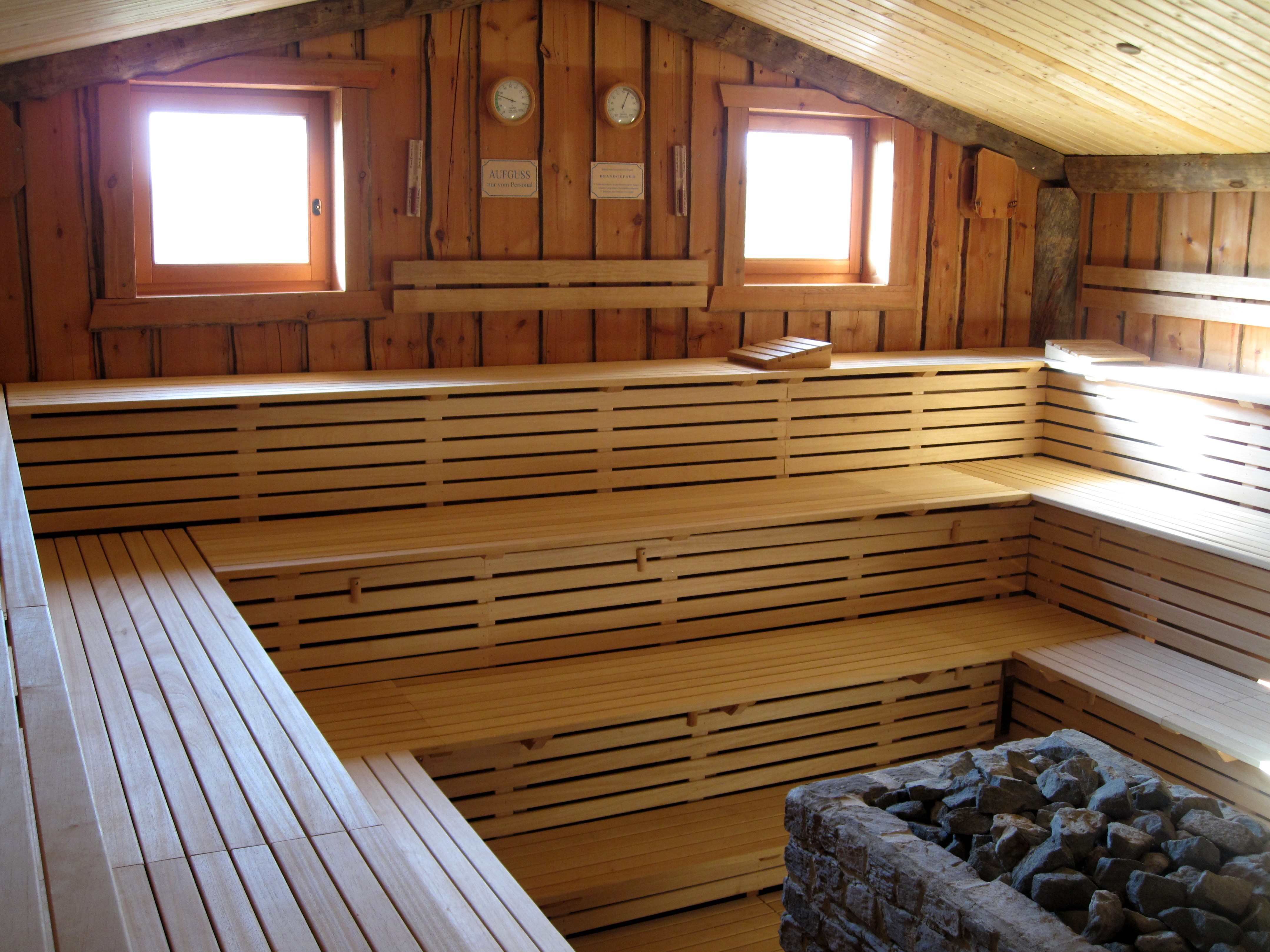
Phòng tắm hơi hiện đại ở Templin, Đức
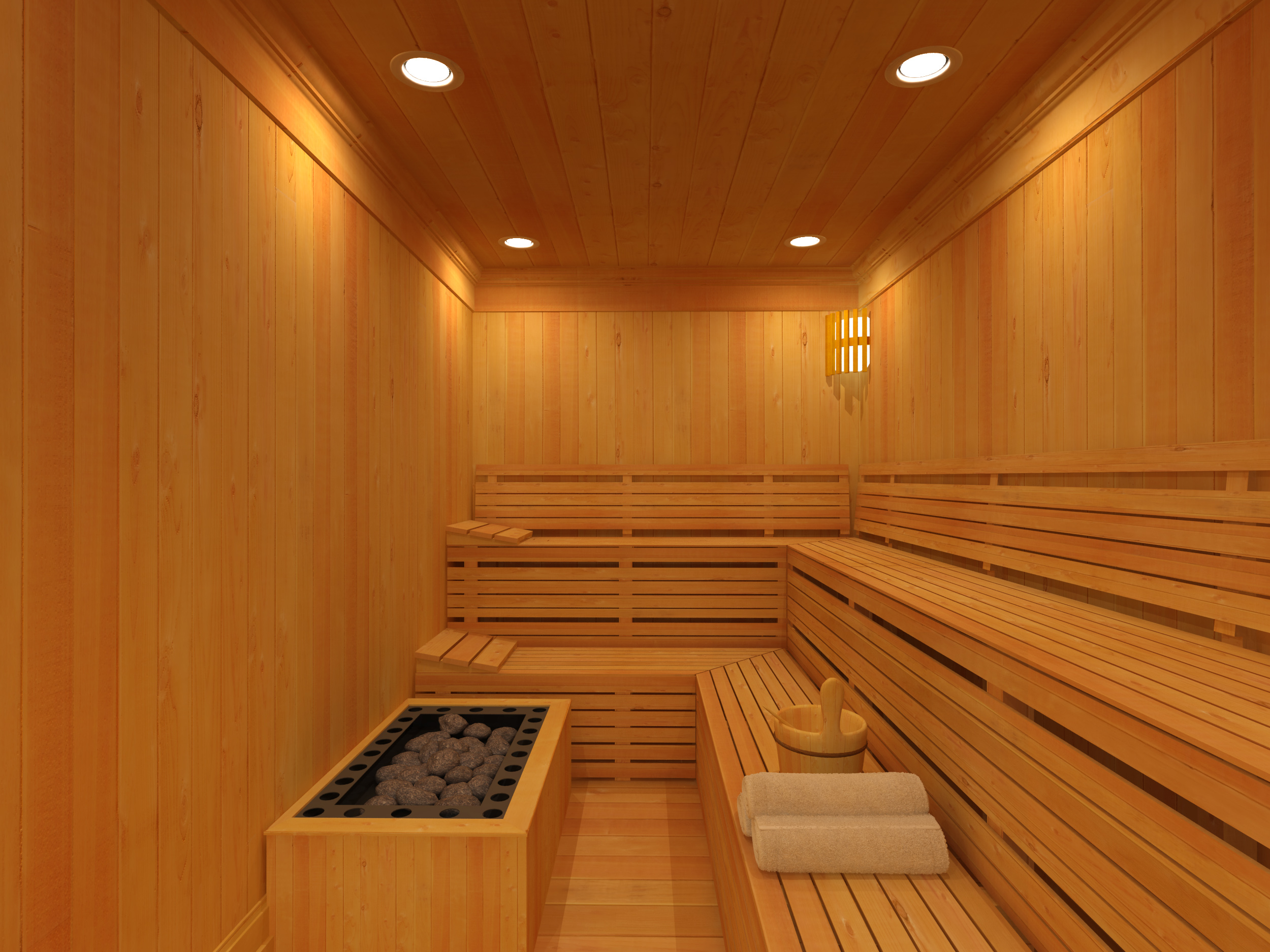
Phòng tắm hơi hiện đại ở Highgrove

## Thư viện ảnh

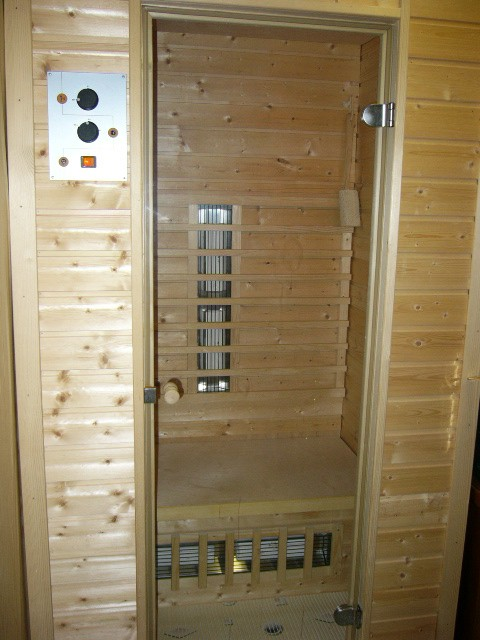
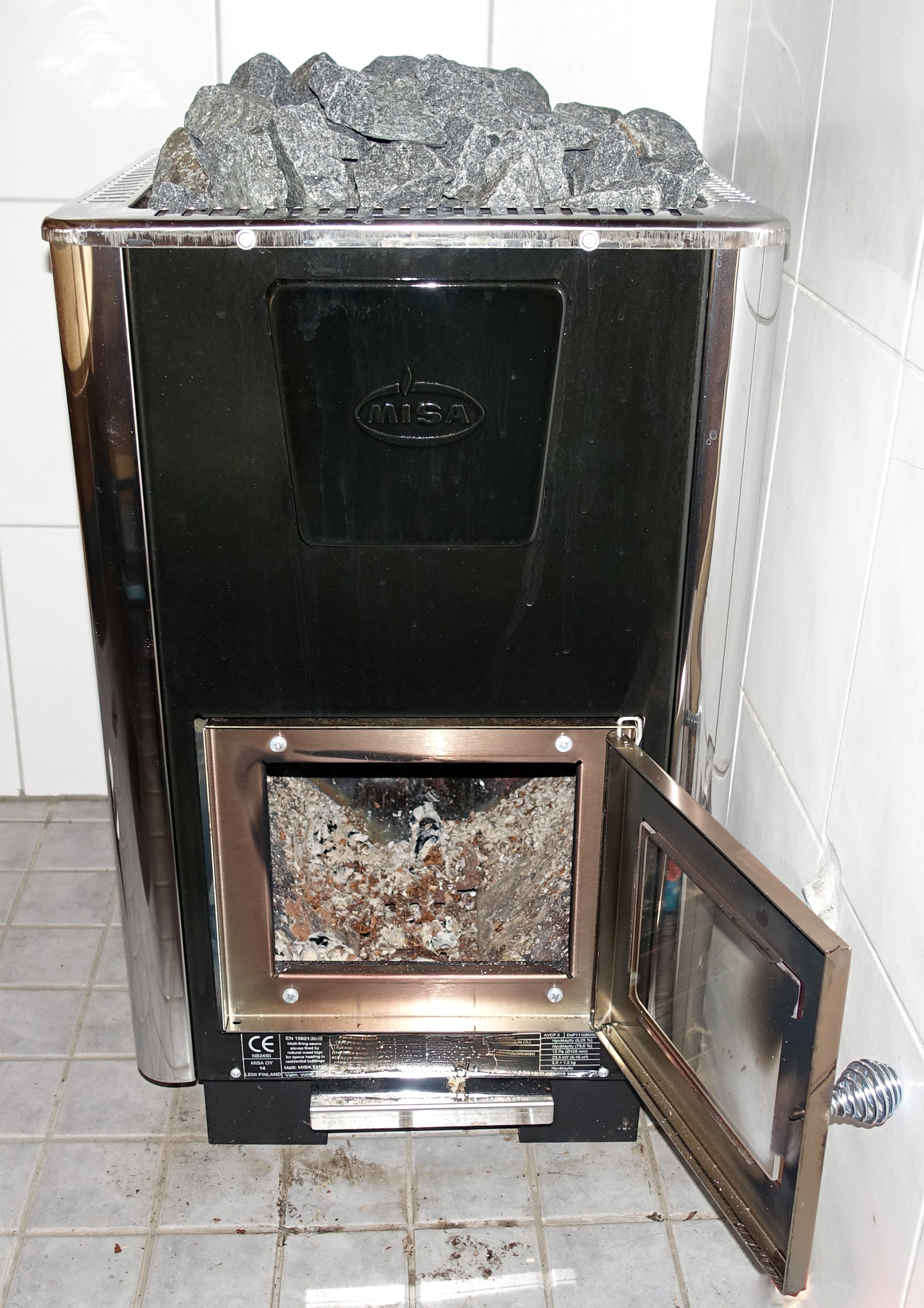